# دان ويلز
دان ويلز (بالإنجليزية: Dan Wells (author))‏ (و. 1977 – م) هو كاتب، وروائي، وكاتب خيال علمي من الولايات المتحدة الأمريكية . ولد في يوتا .

## التعليم
تعلم في جامعة بريغام يونغ

## أعمال بارزة
من أهم أعماله:
- I Am Not a Serial Killer.